# Phragmatobia coelestina
Phragmatobia coelestina là một loài bướm đêm thuộc phân họ Arctiinae, họ Erebidae.